# Стрисовци
Стрисовци (на македонска литературна норма: Стрисовци) е село в източната част на Северна Македония, община Пробищип.

## География
Селото е разположено югозападно от общинския център Пробищип. Землището на Стрисовци е 16,4 km2, от които земеделската площ е 1549 хектара - 746 хектара обработваема земя, 731 хектара пасища и 72 хектара гори. Селото е разположено амфитеатрално, край коритото на река Белошица.

## История
Според народно предание Стрисовци е старо село, чиито християнски жители били принудени да се изселят от настанили се в селото турци. Последен, към XVIII век, се изселва родът Сатиевци (Сатчиевци), настанил се в Горно Барбарево и Дренак. През ХХ век край селските гробища са запазени основи на църквичка, за която се твърди, че била посветена на Света Петка.
В XIX век Стрисовци е чисто турско село в Кратовска кааза на Османската империя. Според статистиката на Васил Кънчов („Македония. Етнография и статистика“) от 1900 година Стрисовци (Строисовци) има 500 жители, всички турци. От тях 5-6 семейства са юруци, а 3-4 - мохаджири от Сърбия. В началото на Балканската война турското население на селото бяга. По-късно някои от местните турци се завръщат, но са затворени от жители на околните села в една плевня и са изгорени. Новите заселници в Стрисовци са предимно от съседните Горно и Долно Барбарево.
В 1948 селото има 433, а през 1971 година – 287 жители. Според преброяването от 2002 година Стрисовци има 54 жители северномакедонци (31 мъже и 23 жени), които живеят в 30 домакинства, а в селото има общо 64 жилища.

### Родове
Преселници от Горно Барбарево са родовете: Шукевци-Фудулци, Деяновци, Чулевци, Сатиевци, Голубановци, Балабановци, Барборковци и Стойчевци.
Преселници от Долно Барбарево са родовете: Гьорчевци, Каревци, Гаджевци, Богоевци, Чупевци, Каракашци.
През 1935-1936 година, в резултат на провежданата аграрна реформа, в Стрисовци се заселват и са оземлени родовете: Герджовци (от Лесново), Клупчарци (от Горно Кратово), Парговци (от Крилатица), Куковци (от Опила), Бошаци (от Псача) и Бойковци-Янковци (от Луке).